# Жуан
Жуан Силвейра дош Сантош (на португалски: Juan Silveira dos Santos) по-известен като Жуан е бивш бразилски футболист. Играе като централен защитник.

## Състезателна кариера
Жуан започва да тренира футбол в детския отбор на „Майш Керидо“ (на португалски: Mais Querido) в родния си град Рио де Жанейро. По-късно постъпва в школата на Дуке де Кайшаш (на португалски: Duque de Caxias), където играе до 1996 година. През същата година преминава в гранда Фламенго и в първия си сезон изиграва 13 мача. За „лешоядите“ Жуан играе 6 години в които записва 245 мача и отбелязва впечатляващите за защитник 29 гола. През февруари 2003 г. Жуан преминава в Байер Леверкузен за 3,5 милиона евро . През пролетта на 2007 г. след пет сезона за „аспирините“ Жуан приема предложението на Рома и подписва договор за 4 години. „Вълците“ усърдно търсят заместник на румънския национал Кристиан Киву и броят за бразилеца 6,3 млн. евро.

## Национален отбор
Прави дебюта си в националния отбор на Бразилия на 15 юли 2001 в мач от Копа Америка срещу Перу. През 2002 г. е в разширения състав на „кариоките“ за Световното първенство, но в последния момент отпада от първенството. Има две спечелени титли от турнира за Купата на конфедерациите за 2005 и 2009 г. Жуан участва на световното първенство в Германия 2006 на което взима участие във всичките пет срещи до 1/4 финалите, където „селесао“ отпадат от бъдещия финалист Франция. През 2007 г. на Копа Америка Жуан наследява капитанската лента от Жилберто Силва. На финала на този турнир „селесао“ побеждават Аржентина с класическото 3:0. Неизменен титуляр и на Световното първенство в ЮАР 2010 на което отбелязва първия гол от 1/8 финалите срещу Чили.

## Успехи
Фламенго
- Шампион на щата Рио де Жанейро (4): 1996, 1999, 2000, 2001
- Копа Гуанабара (3): 1996, 1999, 2001
- Копа Меркосур (1): 1999
- Кампеонато Кариока (3): 1999, 2000, 2001

 Рома
- Купа на Италия (1): 2008
- Суперкопа Италиана (1): 2007

 Бразилия
- Копа Америка (2): 2004, 2007
- Купа на конфедерациите (2): 2005, 2009